# Паяк отшелник
Паякът отшелник, наричан още кафяв цигулар или паяк цигулка (Loxosceles reclusa) е вид отровен паяк от семейство Sicariidae. Среща се в източната част на Съединените щати от април до октомври.

## Описание
Мъжките екземпляри са по-големи от женските и разкрачът им обикновено е около 6 – 20 mm, но в някои случаи може да достигне и до 50 mm. Тялото им е кафяво, сиво или тъмно жълто, като задната част на главогръда обикновено е по-тъмна, с ясно очертана фигура, приличаща на цигулка, с шийка насочена към задната част на паяка.
Коремът им е покрит с къси косъмчета. Краката са малко по-светли в ставите. За разлика от повечето паяци, имащи по осем очи, този тип се характеризира с наличието на шест очи, подредени в три двойки – една медиална и две странични.

## Размножаване
Женският паяк снася яйца под формата на „торбички“, които съхранява добре покрити в земята. Всяка торбичка има диаметър около 7,5 mm и съдържа от 40 до 50 яйца. Продължителността на живота му е от две до четири години.

## Разпространение и местообитание
Паякът отшелник живее в Съединените щати – от южната част на Средния Запад на юг до Мексиканския залив. Среща се на юг от югоизточна Небраска през южна Айова, Илинойс и Индиана до югозападната част на Охайо. В южните щати се среща от централната част на Тексас, в западна Джорджия и на север към Кентъки.
През деня се крие под камъни и корени, в пукнатини и дупки на различни малки животни. За разлика от женските, които предпочитат да са по-близо до техните мрежи, мъжките изоставят паяжината си през нощта и ходят на лов за храна.
Паяжината си плете на случайни места, в кухини на дървета, дупки, цепнатини, под навеси, в гаражи, мазета, тавани, килери и други места, където има дърво и сянка. Може още да се види скрит в празни кутии и обувки, в дрехи, спално бельо, картини и др. Когато се намира в помещение с ниска температура паяка търси източници на топлина. Влиза безпроблемно през врати, прозорци и вентилационни шахти.

## Хранене
Паяците отшелници могат да оцелеят до един месец без вода и храна. Хранят се с други паяци и насекоми, като щурци и пеперуди.

## Ухапвания и отрова
Този паяк е рядко агресивен и ухапванията не са чести, но въпреки това всяка година в САЩ загиват около 20 души при ухапване от него. Паякът обикновено хапе, само когато се притисне, като например при обличане на дрехи, избърсване с кърпи, завиване с постелки, слагане на ръкавици, и т.н. Съобщава се за много случаи на ухапвания след обличане на дрехи, които не са били носени или са били оставени в продължение на много дни необезпокоявани на пода. Въпреки това, зъбите на отшелника са толкова малки, че те не са в състояние да проникнат през каквато и да е по-дебела материя.
В жертвите си паяка инжектира отрова, която има некротоксично и хемолитично въздействие. В много случаи първоначално ухапването не се усеща и не е болезнено, но последствията може да бъдат сериозни. Въпреки че отровата се разпространява по цялото тяло за около минута, жертвите забелязват ухапаното чак след 3 часа. Първите системни симптоми са гадене, повръщане, повишена температура, обриви, мускулни и ставни болки.
Повечето ухапвания са безвредни, но въпреки това малък брой ухапвания от паяка отшелник довеждат до тежки последствия, като гангрена или некроза. Около 49% от ухапванията не водят до некроза или други странични ефекти. Най-податливи са децата, възрастните хора и болните.
При по-сериозни ухапвания много по-често се появяват кожни, отколкото системни симптоми. В такива случаи в резултат на ухапването се образува некротизираща язва, която унищожава меките тъкани и може да отнеме месеци, за да се излекува, оставяйки дълбоки белези. Тези ухапвания обикновено стават болезнени и предизвикват сърбеж в мястото на ухапване в рамките на 2 до 8 часа. От 12 до 36 часа след ухапването болката започва да се влошава паралелно с появата на други локални ефекти. През следващите няколко дни започва да се развива некроза. С течение на времето, раната може да нарасне и да стане по-голяма от 25 cm. Повредената тъкан гангренясва и в крайна сметка се олющва и пада.
Много рядко такива ухапвания може да доведат до хемолиза, тромбоцитопения, дисеминирана интравазална коагулация, увреждане на органи или смърт. Най-много са смъртните случаи при деца под седемгодишна възраст или на тези със слаба имунна система.